# Acer chingii
Acer chingii é uma espécie de árvore do gênero Acer, pertencente à família Aceraceae.